# Abbaye de Kilcrea
 (décembre 2015).
Si vous disposez d'ouvrages ou d'articles de référence ou si vous connaissez des sites web de qualité traitant du thème abordé ici, merci de compléter l'article en donnant les références utiles à sa vérifiabilité et en les liant à la section « Notes et références ».

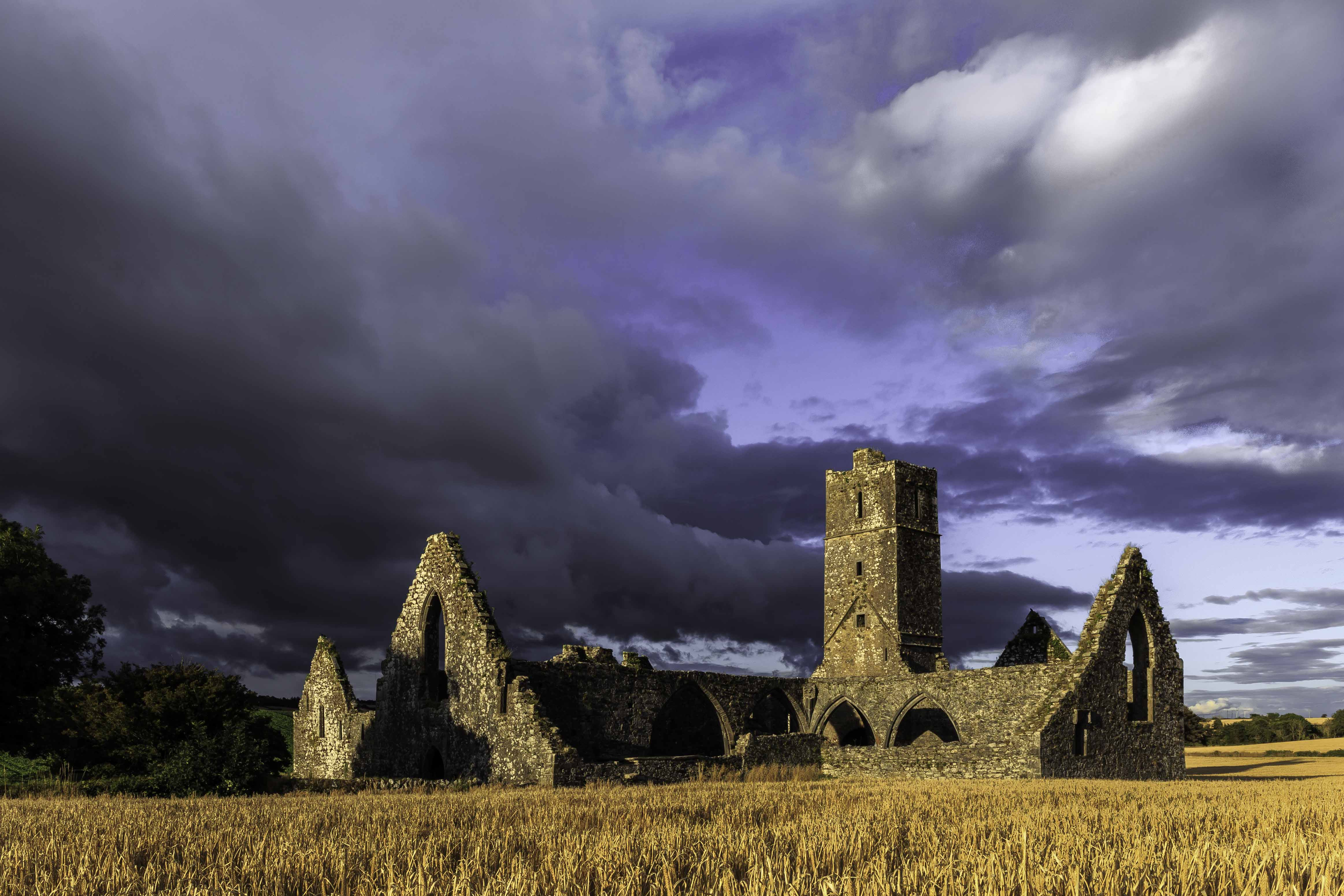
L'abbaye de Kilcrea (août 2015).

L’abbaye de Kilcrea, aussi appelée prieuré de Kilcrea, est une abbaye d'Irlande située près du village d'Ovens, dans le comté de Cork. Fondée en 1465, par Cormac lord Muskery, elle est dissoute en 1542 et pillée par les troupes anglaises en 1584. Elle est aujourd'hui en ruines.